# Pilawa
Pilawa là một thị trấn thuộc huyện Garwoliński, tỉnh Mazowieckie ở trung-đông Ba Lan. Thị trấn có diện tích 7 km². Đến ngày 1 tháng 1 năm 2011, dân số của thị trấn là 4370 người và mật độ 660 người/km².